# Himmelfahrtskapelle (Jerusalem)

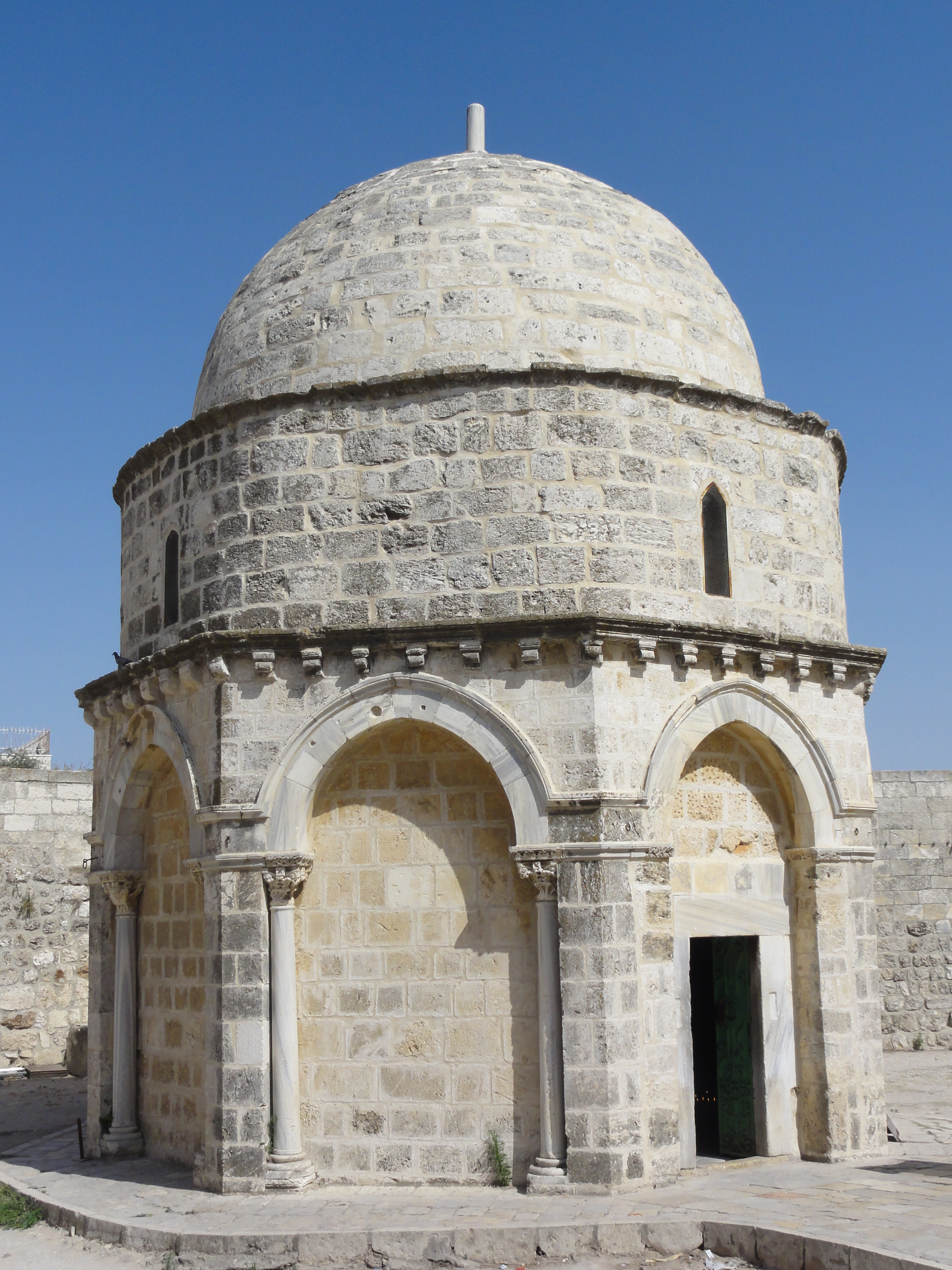
Himmelfahrtskapelle auf dem Ölberg, Jerusalem

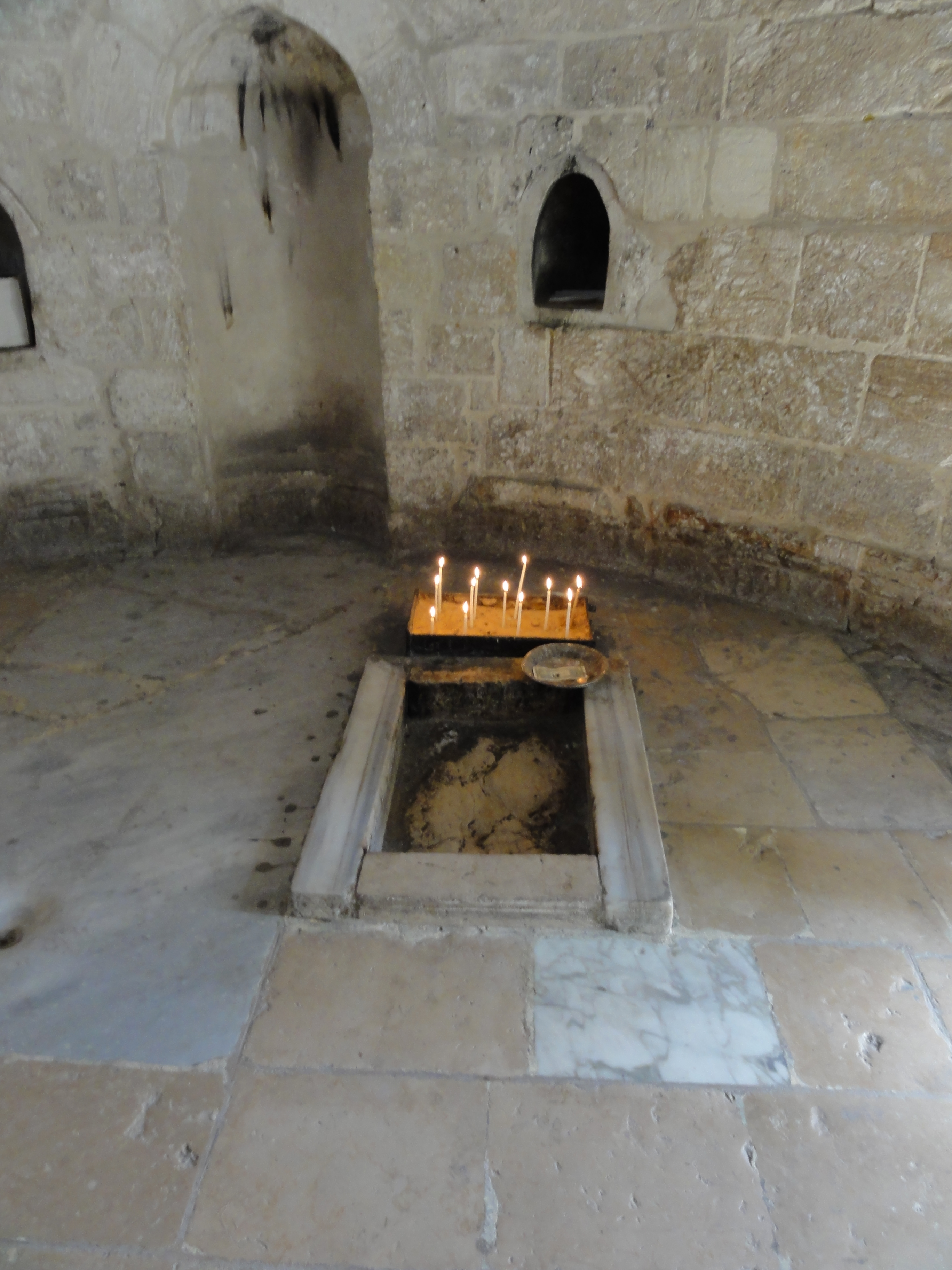
Letzter Fußabdruck Christi in der Himmelfahrtskapelle

Die Himmelfahrtskapelle ist auf der höchsten Stelle des Ölbergs in Jerusalem östlich der Altstadt gelegen. Sie befindet sich an der Stelle, von der aus – der Überlieferung zufolge – Jesus Christus zum Himmel aufgefahren ist (Apg 1,9 ).

## Geschichte
Bereits die frühen Christen gedachten der Himmelfahrt Christi in einer Höhle auf dem Ölberg. Im Jahr 387 stiftete eine fromme Römerin mit Namen Poimenia einen oktogonalen Kirchenbau, der allerdings von den persischen Truppen unter Chosrau II. im Jahre 614 größtenteils zerstört wurde. Im ausgehenden 7. Jahrhundert wird ein nach oben offener Nachfolgebau erwähnt, in welchem – innerhalb einer Einfassung – die beiden Fußabdrücke Christi im Staub zu sehen gewesen seien. Auch dieser Bau wurde – wahrscheinlich unter dem fatimidischen Kalifen Al-Hakim im Jahre 1009 – zerstört.
Die Kreuzfahrer errichteten das – wahrscheinlich überdachte – Erdgeschoss der heutigen Kapelle um das Jahr 1150 über dem Stein mit dem 'Fußabdruck des Herrn'. Nach der Eroberung Jerusalems durch Saladin wurde der Bau 1187 in eine Moschee umgewandelt, was er bis heute offiziell auch ist (Himmelfahrtsmoschee). Aufgrund der hohen Zahl christlicher Besucher beschloss Saladin jedoch den Neubau einer Moschee in unmittelbarer Nachbarschaft, sodass die Himmelfahrtskapelle über Jahrhunderte nahezu ausschließlich von Christen genutzt wurde.

## Architektur
Die Kapelle ist ein einfacher Bau mit einem Durchmesser von etwa 6,60 m, dessen – im Äußeren oktogonales – Erdgeschoss von Blendarkaden mit romanischen Kapitellen umstellt ist. Das Oktogon leitet über in einen ebenfalls oktogonalen und von 4 schmalen Fenstern belichteten Tambour mit abgerundeten Ecken aus der Zeit Saladins; darüber rundet eine – außen wie innen schmucklose – Kuppel den Bau nach oben ab.
Das schmucklose Mauerrund im Innern des Baus wird von einer Mihrab-Nische und zwei – beidseitig davon befindlichen – Wandnischen akzentuiert. Im Boden befindet sich eine kleine rechteckige Einfassung, die den Blick auf den ursprünglichen Fels mit dem – angeblichen – rechten Fußabdruck Christi freigibt. Die Einfassung für den linken Fußabdruck wurde bereits in mittelalterlicher Zeit in die Al-Aqsa-Moschee verbracht.

## Sonstiges
Die Katholiken dürfen das Fest Christi Himmelfahrt in der Kapelle feiern, während die orthodoxen Kirchen ihre Gottesdienste im Hof halten müssen.

## Himmelfahrt Mohammeds
Einige Forscher sind der Ansicht, dass der bereits achteckige Grundriss der Vorgängerbauten der heutigen Himmelfahrtskapelle als architektonisches Vorbild für den – ebenfalls oktogonalen – Felsendom (um 700) gedient haben könnte, von dem aus der Prophet Mohammed seine nächtliche Himmelsreise angetreten haben soll.